# Watervliet (Nowy Jork)
Watervliet – miasto w Stanach Zjednoczonych, w stanie Nowy Jork, w hrabstwie Albany.